# Matt Herskowitz
Matt(hew) Herskowitz (* 1968 in Rensselaerville) ist ein US-amerikanischer Pianist, Komponist, Songwriter und Arrangeur.

## Leben
Herskowitz studierte an der Juilliard School in New York und am Curtis Institute of Music in Philadelphia. Seit 1999 lebt er in Montreal. Sein musikalisches Repertoire umfasst die verschiedensten Genres wie Klassik, Jazz, Pop oder Weltmusik. Er veröffentlichte mehrere Alben als Pianist, darunter Alexander Glasunows Zweites Klavierkonzert (1998), Gabriel’s Message (2006, nach Weihnachtsliedern, mit einem Félix Award als bestes Jazzalbum ausgezeichnet), Matt Herskowitz Upstairs (2012, mit Arrangements klassischer Werke und eigenen Kompositionen), Bach XXI (2015) und das Soloalbum Mirror Image (2019).
Seit 2002 leitet Herskowitz das eigene Trio MaD Fusion mit dem Bassisten Mat Fieldes und dem Schlagzeuger Damien Bassman. Ihr Debütalbum Forget Me Not: Hommage to Lew Soloff erschien 2005 und wurde für einen Félix Award in der Kategorie Jazz-Improvisation nominiert. Das Trio ist regelmäßig bei internationalen Festivals zu Gast und unternahm mit unterschiedlichen Projekten Tourneen u. a. durch Belgien, Italien, Kanada und die USA. Mit dem Jazzpianisten John Roney spielt er als Duo Piano Chameleons Jazz-Arrangements populärer klassischer Werke.  In Zusammenarbeit mit der kanadischen Geigerin Lara St. John entstanden die Alben Shiksa (2015) mit Originalkompositionen und Arrangements traditioneller osteuropäischer Volkslieder und Key of A mit Cesar Francks Violinsonate A-Dur und Ludwig van Beethovens Kreutzersonate.
Herskowitz’ Konzert für Klavier, elektrischen Bass, Schlagzeug und Orchester wurde von der Kölner Philharmonie und dem Absolute Ensemble unter der Leitung von Kristjan Järvi uraufgeführt und vom WDR aufgezeichnet. Die Uraufführung seines Concerto Grosso durch das New Yorker Sinfonieorchester The Knights fand 2012 in der Reihe Naumburg Orchestral Concerts im New Yorker Central Park statt.

## Weblink
- Website von Matt Herskowitz (englisch)